# Oreochromis andersonii
Oreochromis andersonii is een  straalvinnige vissensoort uit de familie van cichliden (Cichlidae). De wetenschappelijke naam van de soort is voor het eerst geldig gepubliceerd in 1861 door Castelnau.
De soort staat op de Rode Lijst van de IUCN als Kwetsbaar, beoordelingsjaar 2007. De omvang van de populatie is volgens de IUCN dalend.